# Sankt Antonius kloster
Sankt Antonius kloster, Deir Mar Antonios, ligger nära orten Al Zaafarana vid kusten mot Röda havet vid berget Al-Qalzam i dagens Egypten.
Klostret grundades år 356 ca 1,3 km norr om den grotta till vilken Antonios Eremiten dragit sig undan världen och kring vilken världens första klosterliknande gemenskap växte fram under hans levnad.
Klostret är koptiskt, men har genom århundradena hyst munkar av många skilda kristna riktningar. Idag är det ett självförsörjande litet samhälle med trädgårdar, bageri och fem kyrkor. Där finns också ett bibliotek med 1700 handskrifter som överlevt genom århundradena.